# Hans Hildebrand (duchowny)
Hans Hildebrand (ur. 12 marca 1909 w Irrenlohe, Bawaria, zm. 24 grudnia 1984 w Saulburgu, Bawaria), niemiecki duchowny katolicki, kapłan diecezji chełmińskiej, administrator parafii w Rożentalu i Lubawie.
Pochodził z diecezji Regensburg, z rodziny rolniczej, był synem Johanna i Margarety z domu Birner. W kwietniu 1934 wstąpił do zakonu karmelitów bosych, pierwsze śluby zakonne złożył 27 kwietnia 1937. Niebawem zmienił plany swojej przyszłej pracy duchownej: zainteresowany bardziej duszpasterstwem niż życiem kontemplacyjnym w zakonie, wystarał się o zwolnienie ze ślubów zakonnych i jako kandydat do kapłaństwa świeckiego wstąpił do Seminarium Zagranicznego w Münster. Zamierzał podjąć pracę duszpasterską wśród emigrantów niemieckich w Brazylii. Odbył również uniwersytecki kurs teologiczny. Na przeszkodzie wyjazdowi misyjnemu stanął w 1939 wybuch II wojny światowej. Hildebrand skierowany został do pracy w diecezji chełmińskiej i 31 marca 1940 przyjął święcenia kapłańskie w katedrze oliwskiej.
We wrześniu 1940 Karol Maria Splett, biskup gdańskiego pełniący również funkcję administratora diecezji chełmińskiej, powierzył ks. Hildebrandowi obowiązki wikariusza parafii w Lubawie oraz administrację parafii w Rożentalu. Po śmierci proboszcza lubawskiego ks. Leona Kasyny Hildebrand został również administratorem w Lubawie, gdzie rezydował na stałe. Na obu placówkach niemiecki duchowny wyróżniał się gorliwą pracą duszpasterską, a zarazem dbałością o polskich parafian. Wraz z grupą przedwojennych działaczek Stowarzyszenia Pań Miłosierdzia zorganizował akcję pomocy materialnej dla rodzin ofiar prześladowań niemieckich.
W styczniu 1945 został aresztowany na dwa miesiące; pozostawał w więzieniu w Nowym Mieście Lubawskim. Po zwolnieniu w marcu 1945 nowe władze skierowały go, jako księdza narodowości niemieckiej, do pracy przy pasaniu bydła w jednym z pobliskich gospodarstw rolnych. Pracował przymusowo do września tegoż roku, kiedy za sprawą miejscowego duchowieństwa, zwłaszcza księży Alojzego Licznerskiego i Franciszka Drosta, został zwolniony i otrzymał zgodę na wyjazd do Niemiec. Pozytywne opinie na jego temat wydały zarówno władze powiatowe w Lubawie i gminne w Rożentalu, jak i powiatowy komitet Polskiej Partii Robotniczej. Wójt Rożentala K. Dziąba w zaświadczeniu wystawionym 14 września 1945 scharakteryzował postawę duchownego następująco: "X. Prob. Hildebrand zachowywał się podczas okupacji wzorowo, wspomagał zawsze i wszędzie biednych i prześladowanych przez okupanta Polaków. Pocieszał i wspierał wywłaszczonych oraz zabranych do obozów koncentracyjnych. Był wszędzie tam, gdzie potrzeba było słowa pociechy rodzinom cierpiącym od knuta niemieckiego". Po zwolnieniu ks. Hildebrand przebywał jeszcze tydzień w Lubawie u rodziny Licznerskich, po czym przez Poznań udał się do Berlina. Parafianie z Lubawy i Rożentala obdarowali hojnie swojego duszpasterza (w tym dolarami) i żegnali go w asyście orkiestry, ale większość darów zostało skonfiskowanych przez służby graniczne przy przekraczaniu sektora radzieckiego w Berlinie.   
Hans Hildebrand osiadł w rodzinnej Bawarii i od 1952 proboszczował w parafii Saulburg. Do końca życia utrzymywał kontakt korespondencyjny z dawnymi parafianami z lat wojennych, gościł ich także u siebie. 